# Pfaffing (Bawaria)
Pfaffing – miejscowość i gmina w Niemczech, w kraju związkowym Bawaria, w rejencji Górna Bawaria, w regionie Südostoberbayern, w powiecie Rosenheim, siedziba wspólnoty administracyjnej Pfaffing. Leży około 23 km na północ od Rosenheimu.

## Demografia
Dane o ludności z 31 grudnia 2008:
| Opis                                | Ogółem | Ogółem | Kobiety | Kobiety | Mężczyźni | Mężczyźni |
| ----------------------------------- | ------ | ------ | ------- | ------- | --------- | --------- |
| Jednostka                           | osób   | %      | osób    | %       | osób      | %         |
| Populacja                           | 3926   | 100    | 1946    | 49,57   | 1980      | 50,43     |
| Wiek przedprodukcyjny (0–17 lat)    | 856    | 21,8   | 436     | 11,11   | 420       | 10,7      |
| Wiek produkcyjny (18–65 lat)        | 2429   | 61,87  | 1182    | 30,11   | 1247      | 31,76     |
| Wiek poprodukcyjny (powyżej 65 lat) | 641    | 16,33  | 328     | 8,35    | 313       | 7,97      |

## Polityka
Wójtem gminy jest Lorenz Ostermaier, jego poprzednikiem był Josef Niedermeier, rada gminy składa się z 16 osób.
|      | FWGFR | UBG | ÜWG | FWGFU | Razem |
| 2008 | 4     | 4   | 4   | 4     | 16    |
| 2002 | 4     | 4   | 4   | 4     | 16    |